# Hogna ferox
Hogna ferox là một loài nhện trong họ Lycosidae.
Loài này thuộc chi Hogna. Hogna ferox được Hippolyte Lucas miêu tả năm 1838.